# William de Longchamp
William de Longchamp (franz.: Guillaume de Longchamps; † 28. oder 31. Januar 1197 in Poitiers) war ein anglonormannischer Geistlicher. Als Sohn eines kleinen Ritters wurde er ein Vertrauter von König Richard Löwenherz, der ihn zum Bischof von Ely wählen ließ. Longchamp diente dem König als Diplomat und stieg als Justiciar und Kanzler von England bis in höchste weltliche Ämter auf. Damit gilt Longchamp als einer der New Men, die im Dienst der angevinischen Könige aufstiegen. Durch seine Ämter machte er sich jedoch zahlreiche Feinde. Obwohl er aus der dem englischen König gehörenden Normandie stammte, war er vermutlich der erste Normanne, der nach der normannischen Eroberung Englands vom Adel wieder als Ausländer geschmäht wurde.

## Herkunft
William de Longchamp entstammte einer niederen normannischen Adelsfamilie. Seine relativ niedrige Herkunft wurde von vielen Chronisten ungewöhnlich negativ bewertet. Sie wiederholten die Behauptung von Bischof Hugh de Nonant von Coventry, nach der Longchamp der Enkel eines Kleinbauers aus der Gegend von Beauvais war, der in die Normandie geflüchtet sei. Als gesichert gilt, dass er ein Sohn des Ritters Hugues de Longchamps war. Die Angaben über seine Familie sind allerdings widersprüchlich. Nach den einen Angaben stammte sie aus Longchamps (heute im Département Eure), nach anderen Angaben wurde Longchamps vermutlich in der Nähe von Argentan in der Normandie geboren, wo sein Vater als Vasall von König Heinrich II. die Herrschaft Conches verwaltete. Dazu besaß sein Vater Grundbesitz im englischen Herefordshire. Der Name von William de Longchamps Mutter ist nicht gesichert. Sie hieß vermutlich Eva und gehörte womöglich zur Familie Lacy oder zu einer Familie von deren Vasallen, da sie ein Lehen der Lacys in England mit in die Ehe brachte. Mehrere von Longchamps Geschwistern folgten ihm nach England. Sein Bruder Stephan wurde Steward of the royal household und nahm am Dritten Kreuzzug teil. Als Justiciar ernannte Longchamp seine Brüder Osbert und Henry zu Sheriffs. Robert de Longchamp wurde Prior von Ely und schließlich des Klosters St Mary’s in York. Seine Schwester Richeut heiratete Matthew de Clere, den Longchamp zum Constable von Dover Castle ernannte. Auch seine Schwester Melisend folgte ihm nach England, ebenso wie ein Neffe und eine Nichte, die er beide gut verheiratete. Ein weiterer Bruder war vermutlich der Ritter Étienne de Longchamps.

## Aufstieg zum Bischof von Ely
Longchamp besaß eine beachtliche Bildung und galt als kultivierter Geistlicher. Zu seinen Freunden gehörten prominente Dichter wie Nigel of Canterbury und Petrus von Blois. Um 1185 verfasste er das Werk Practica Legum et decretorum, eine Abhandlung über die Anwendung des römischen und des kanonischen Rechts im angevinischen Reich. Seine Karriere begann im Dienst von Geoffrey, einem unehelichen Sohn von König Heinrich II., als dieser Archidiakon von Rouen war. Später wechselte er als Kanzler in den Dienst von Geoffreys Halbbruder Richard, als dieser Graf des Poitou war. Als Richard 1189 englischer König wurde, ernannte er Longchamp zu seinem königlichen Kanzler, wofür Longchamp allerdings eine Gebühr von £ 3000 zahlen musste. Dafür erhöhte Longchamp die Gebühren, die er als Kanzler für die Besiegelung von Urkunden verlangte. Während der Ratsversammlung in Pipewell Abbey im September 1189 vergab König Richard vier Bischofssitze an langjährige Beamte von ihm. Longchamp wurde Bischof der Diözese Ely. Seine Weihe zum Bischof erfolgte am 31. Dezember 1189, am 6. Januar 1190 die Inthronisation.

## Justiciar von England

### Ernennung zum Justiciar
Bevor König Richard wenig später zum Dritten Kreuzzug aufbrach, ernannte er William de Mandeville, Earl of Essex und Bischof Hugh de Puiset zu Justiciaren, die während seiner Abwesenheit die Regierung von England führen sollten. Nachdem Mandeville im Dezember 1189 überraschend gestorben war, ernannte Richard William de Longchamp zu dessen Nachfolger. Mitte März 1190 änderte der König noch während der Ratsversammlung in Nonancourt in der Normandie die Zuständigkeiten der beiden Justiciare. Anstatt dass sie weiter gemeinsam die Regierungsverantwortung hatten, benannte der König nun Longchamp zum Chief Justiciar von England, während Hugh de Puisets Zuständigkeit auf Nordengland nördlich des Humber begrenzt wurde. Da Longchamp zudem Kanzler war und das königliche Siegel führte, war er damit während der Abwesenheit des Königs faktisch zum Regenten von England ernannt worden. Um seine Autorität zu stärken, übertrug ihm der König dazu die Verantwortung für eine Reihe wichtiger Burgen.

### Regierung von England
Im späten Frühjahr 1190 kehrte Longchamp aus Frankreich nach England zurück, um dort die Regierung zu übernehmen. Dazu ernannte ihn Papst Clemens III. am 5. Juni zum päpstlichen Legaten für England, so dass er auch die Führung der englischen Geistlichen beanspruchen konnte. König Richard hatte es jedoch versäumt, die Aufgaben von Hugh du Puiset genau zu benennen. Longchamp nutzte dies aus. Er übernahm alleine die Kontrolle des Schatzamts, schloss Puiset nahezu völlig von der Regierung aus und nötigte ihn schließlich, ihm die von ihm gehaltenen königlichen Burgen zu übergeben.
Als Justiciar und Kanzler begann Longchamp seine Regentschaft energisch. Als Legat leitete er am 1. August eine Ratsversammlung der Kirche in Gloucester und am 13. Oktober eine in Westminster. Nachdem es in York zu Pogrom gegen die jüdische Bevölkerung gekommen war, stellte Longchamp dort die Ordnung wieder her. Im Sommer 1190 berief er Gerichtsverhandlungen ein, für die er selbst in Westminster den Vorsitz führte. Dazu unternahm er einen Feldzug gegen Rhys ap Gruffydd, den mächtigsten der südwalisischen Fürsten. Longchamps Ziel war es, möglichst viel Geld einzutreiben, um den Kreuzzug des Königs zu unterstützen. Deshalb beauftragte er beispielsweise einen Beamten, die enorm hohe Steuerschuld eines jüdischen Geldverleihers namens Aaron aus Lincoln einzutreiben. Als Kanzler ließ er erstmals das genaue Datum auf Urkunden angeben und führte, wohl nach dem Vorbild der päpstlichen Kanzlei, den Pluralis Majestatis in königlichen Urkunden ein.
Obwohl Longchamp zweifellos ein fähiger Verwalter war, machte er sich viele Feinde. Als aus kleinen Verhältnissen aus der Normandie stammender Ausländer zog er mit einem großen Gefolge durch England, womit er die englischen Barone verärgerte. Dazu soll er der englischen Sprache nicht mächtig gewesen sein und die Engländer und auch die Barone arrogant behandelt haben. Als Ausländer aus der damals bereits als Ausland empfundenen Normandie und wegen seiner Funktion als rücksichtsloser Geldeintreiber für den Kreuzzugs des Königs war er selbst bei den anderen Bischöfen unbeliebt. Andere ranghohe Beamte soll er missachtet haben, stattdessen besetzte er zahlreiche Ämter mit eigenen Vertrauten. So ernannte er bis Herbst 1191 in zwölf Counties neue Sheriffs. Unter ihnen waren seine Brüder Henry, der Sheriff von Herefordshire wurde, und sein Osbert, der Sheriff von Yorkshire und später noch von voh Norfolk und Suffolk wurde.
So entstanden bald zahlreiche Gerüchte über sein Privatleben, nach denen er homosexuell gewesen sein sollte.

### Machtkampf mit Johann Ohneland
Longchamps größte Herausforderung war jedoch Johann Ohneland, Graf von Mortain, der jüngere Bruder von König Richard. Dieser besaß umfangreiche Besitzungen in England, doch sein Bruder hatte ihm verboten, während seiner Abwesenheit nach England zu kommen. 1191 kam er jedoch entgegen diesem Verbot nach England. Er erklärte sich zum voraussichtlichen Thronfolger seines bislang kinderlos gebliebenen Bruders und nutzte die Unzufriedenheit der Barone aus, um Longchamps Autorität zu schwächen und um selbst an Macht und Einfluss zu gewinnen. Ein Streitpunkt zwischen Johann und Longchamp war die Wahl eines neuen Erzbischofs von Canterbury, nachdem die Nachricht vom Tod von Erzbischof Balduin vor Akkon England erreicht hatte. Longchamp spekulierte, sich selbst um die Wahl zum Oberhaupt der englischen Kirche zu bewerben, was Johann jedoch ablehnte. Entscheidend wurde schließlich die Frage, wer die königlichen Burgen kontrollieren durfte. Einige von ihnen befanden sich innerhalb von Johanns Besitzungen, wurden aber von Verwaltern von Longchamp gehalten. 1191 begann Longchamp, ausländische Söldner anzuwerben, um die Besatzungen der Burgen zu verstärken. Angesichts der Beschwerden aus England, die König Richard erreichten, entschloss sich dieser zum Handeln. Von Sizilien aus, wo er auf dem Weg nach Palästina überwintert hatte, sandte er im späten Frühjahr 1191 Walter de Coutances, den Erzbischof von Rouen zurück nach England. In einem Brief befahl er Longchamp und die anderen Mitglieder der Regierung, sich mit Coutances abzustimmen, und in einem zweiten Brief ermächtigte er Coutances, notfalls die gleichen Vollmachten wie Longchamp zu beanspruchen. Dieser verlor dazu mit dem Tod von Papst Clemens III. am 20. März 1191 seine Stellung als päpstlicher Legat.
Als Gerard de Canville, der von König Richard das Amt des Sheriffs von Lincolnshire und die Verwaltung des königlichen Lincoln Castle erworben hatte, Johann Ohneland huldigte, beantwortete Longchamp diese Herausforderung mit einer Belagerung von Lincoln Castle. Johann besetzte daraufhin die königlichen Burgen Nottingham und Tickhill und forderte Longchamp auf, die Belagerung von Lincoln Castle zu beenden. Walter de Coutances begann sofort zu vermitteln, um einen Bürgerkrieg zu verhindern. Sowohl Longchamp wie auch Johann erschienen Ende April mit einer großen Anzahl bewaffneter Anhänger zu den Verhandlungen, akzeptierten jedoch schließlich, den Konflikt friedlich zu lösen. Auf einer Ratsversammlung am 28. Juli 1191 in Winchester wurde vereinbart, dass Gerard de Canville die Verwaltung von Lincoln Castle behalten durfte, doch dass Johann die anderen Burgen herausgab, die er besetzt hatte. Im Gegenzug versprach Longchamp, Johanns Thronfolgeanspruch zu unterstützen, falls König Richard ohne Nachkommen sterben würde.

### Sturz und Flucht aus England
Wenig später kam es erneut zur Krise. Geoffrey von York, der Halbbruder von König Richard und Johann Ohneland sowie ehemaliger Dienstherr Longchamps, wollte von Frankreich nach England übersetzen, um sein Amt als Erzbischof von York anzutreten. Richard hatte jedoch auch ihm untersagt, während seiner Abwesenheit nach England zu reisen. Longchamp wies deshalb den Sheriff von Sussex an, Geoffrey bei seiner Ankunft in England zu verhaften. Der Constable von Dover Castle, ein Schwager von Longchamp, ließ den Erzbischof aus der Kirche von St Martin’s Priory treiben, wohin er nach seiner Landung geflüchtet war. Johann nutzte diesen Skandal aus. Er berief eine große Ratsversammlung nach Marlborough, wo er Longchamp beschuldigte, den in Winchester vereinbarten Frieden gebrochen zu haben. Die Ratsversammlung beschloss, dass Longchamp am 5. Oktober zur Loddon Bridge, einer Brücker über den Loddon zwischen Reading und Windsor kommen sollte. Dort sollte er Johann Ohneland treffen. Longchamp, der eine Falle befürchtete, willigte widerstrebend ein. Bei Loddon Bridge gab Coutances den Inhalt des zweiten Briefes von König Richard bekannt. Er warf Longchamp vor, seine Politik nie mit ihm abgestimmt zu haben. Longchamp kehrte daraufhin nach London zurück. Aus Furcht, dass Johann die City of London besetzen konnte, befahl er den Bürgern, die Tore zu schließen. Diese kamen der Aufforderung nicht nach und beschimpften Longchamp als Verräter. Darauf flüchtete Longchamp in den Tower of London, wo er sich angesichts seiner aussichtslosen Lage nach drei Tagen ergab. Mit zahlreichen Magnaten war auch Johann nach London gekommen, wo Geoffrey von York und Bischof Hugh de Nonant von Coventry auf einer Ratsversammlung zahlreiche Beschuldigungen gegen Longchamp vorbrachten. Am 10. Oktober 1191 erschien auch Longchamp vor der Ratsversammlung und behauptete, dass Geoffrey von York ohne sein Wissen ergriffen worden wäre. Er sei bereit, sein gesamtes Vermögen für den König einzusetzen. Dennoch verlangte die Ratsversammlung, dass er seine Regierungsämter niederlegen sollte. Als er dieser Aufforderung nicht nachkam, erklärte die Ratsversammlung unter Führung von Coutances Longchamp als Justiciar für abgesetzt. Dazu musste er die von ihm gehaltenen königlichen Burgen übergeben. An seiner Stelle wurde Johann Ohneland zum Leiter der Regierung und zum Verwalter der königlichen Burgen ernannt, die tatsächliche Regierung übernahm jedoch Coutances. Obwohl ihm verboten worden war, England zu verlassen, ging Longchamp nach Dover. Dort wollte er verkleidet nach Frankreich übersetzen, wurde jedoch ertappt. Die Berichte über seine Verkleidung sind unterschiedlich, entweder wollte er in Mönchsgewändern oder in Frauenkleidern fliehen. Nach Hugh de Nonant sei er sogar in der Kleidung einer Prostituierten von einem Seemann am Hafen angesprochen worden. Auch wenn die Berichte sich unterscheiden, machte die Flucht in Verkleidung Longchamp vollends lächerlich. Schließlich segelte er am 29. Oktober 1191 von England nach Flandern.

## Scheitern des Versuches zur Rückkehr nach England
Von Flandern reiste Longchamp nach Paris und schließlich in die Normandie. Er sandte einen Boten nach Palästina, um König Richard seine Sicht der Dinge darzustellen, und im November 1191 wandte er sich an den neuen Papst Coelestin III. Dieser bestätigte im Dezember Longchamp als seinen Legaten für England. Longchamp wandte sich nun in einem Brief an Bischof Hugo von Lincoln, in dem er seine Wiederanerkennung als Legat und die Exkommunikation seiner Gegner forderte, was jedoch von Coutances und den Bischöfen ignoriert wurde. Als er seine englische Diözese Ely mit dem Interdikt belegte und die Richter des Court of Exchequer exkommunizierte, betrachtete Coutances die Diözese Ely als vakant. Er ließ die Güter der Diözese besetzen, deren Einkünfte nun an die Krone fielen, und exkommunizierte als Erzbischof von Rouen Longchamp, wenn er sich in der Normandie aufhalten sollte. Im nächsten Jahr konnte die Königinmutter Eleonore von Aquitanien sowohl Longchamp wie auch Coutances überzeugen, ihre jeweiligen Exkommunikationen zurückzunehmen. Dazu erhielt Longchamp wieder seine Einkünfte aus seinen Gütern als Bischof von Ely. Im März 1192 kehrte er nach England zurück, um sein Amt als päpstlicher Legat auszuüben. Er landete er in Dover, wo ihm seine Schwester als Gattin des Constables von Dover Castle Zuflucht gewährte. Er verlangte ein faires Gericht über seine Absetzung als Justiciar, doch versuchte er anscheinend auch, durch Bestechung die Unterstützung von Johann Ohneland zu erhalten. Dieser verkündete auf einer großen Ratsversammlung, dass Longchamp ihm £ 700 geboten hätte. Daraufhin musste Longchamp am 3. April England wieder verlassen. Im Februar 1194 beschloss eine Ratsversammlung der Kirche in Westminster, den Papst um Longchamps Absetzung als Legat zu bitten, was schließlich auch erfolgte.

## Beitrag zur Freilassung von RichardI.
Als Richard Löwenherz auf der Rückreise vom Kreuzzug im Dezember 1192 in Österreich in Gefangenschaft geriet, unterstützte ihn Longchamp bei den Verhandlungen zu seiner Freilassung. Im Frühjahr 1193 kehrte Longchamp mit einem Brief des Königs nach England zurück. Nachdem ihn die Mönche von Bury St Edmunds zunächst abgewiesen hatten, ging er nach St Albans, wo eine große Ratsversammlung zusammengetreten war. Dort überbrachte er den Brief an Richards Mutter Eleonore von Aquitanien. Der Brief enthielt eine Kopie des Vertrags zwischen Richard und dem römisch-deutschen Kaiser Heinrich VI. über das Lösegeld. Dazu befahl der König der Versammlung, dass eine Reihe von englischen Adligen Longchamp zurück nach Deutschland begleiten sollten, wo sie als Geiseln anstelle des Königs festgehalten werden sollten. Als Überbringer dieser Botschaften zog sich Longchamp erneut den Unmut der Barone zu. Er verließ sofort wieder England und kehrte zu Richard zurück. Ende Juni 1193 begleitete er Richard nach Worms, wo erneut über die Höhe des Lösegeldes verhandelt wurde. Von dort schickte ihn der König am 9. Juli zusammen mit William Brewer nach Mantes zu König Philipp II. von Frankreich, mit dem sie den Waffenstillstand zwischen England und Frankreich verlängerten.
In Frankreich erfuhren sie vom geplanten Verrat Johanns an seinen Bruder Richard, der sich mit Philipp II. verbünden wollte. Sie berichteten Richard vom Verrat seines Bruders und versuchten zu vermitteln, doch Johann schloss sich dennoch dem französischen König an. Anschließend kehrte Longchamp nach Deutschland zurück und gehörte zusammen mit Richards Mutter, Walter de Coutances und Savaric FitzGeldewin, dem Bischof von Bath, zu der englischen Delegation, an die der Kaiser am 2. Februar 1194 König Richard übergab.

## Erneuter Kanzler und Gesandter des Königs
Nach der Freilassung Richards besaß Longchamp weiterhin die Gunst des Königs. Er übernahm wieder das Amt des königlichen Kanzlers und diente dem König in der Normandie, aber nicht mehr in England. Richard überließ ihm wieder die Einkünfte aus der Honour of Eye in England, und gegen die geringe Gebühr von 10 Mark wurde er bis 1196 Sheriff von Essex und Hertfordshire. Am 23. Juli 1194 handelte er für Richard den Waffenstillstand von Tillières mit Frankreich aus. Im Juli und im November 1195 reiste er als Gesandter erneut an den Hof von Kaiser Heinrich VI. Im Januar 1197 war er zusammen mit Bischof Philipp von Poitou auf dem Weg nach Rom. Dort sollte er im Streit König Richards mit Erzbischof Coutances über den Bau von Château Gaillard vor der Kurie den Standpunkt des Königs vertreten. Dabei starb Longchamps vermutlich am 28., vielleicht auch am 31. Januar in Poitiers. Er wurde im Kloster Le Pin begraben.